# Słupek (jezioro)
Słupek – jezioro w woj. warmińsko-mazurskim, w powiecie szczycieńskim, w gminie Dźwierzuty.

## Opis
Usytuowane wśród lasów. Brzegi po stronie północnej i południowej są wysokimi skarpami, o bardzo dobrej dostępności i twardym podłożu. Krańce - wschodni i zachodni o charakterze mokradeł i łąk. Łączy hydrologicznie jeziora Babięty Wielkie i Miętkie. Leży między wsiami Miętkie i Jeleniowo. Jezioro jest dość rybne i czyste. Wędkarsko zaliczane do typu linowo-szczupakowego.
Do jeziora można dojechać drogą wojewódzką nr 600 ze Szczytna w kierunku Mrągowa, następnie w miejscowości Rańsk należy skręcić w prawo do miejscowości Jeleniowo. Jezioro będzie widoczne po prawej stronie szosy.

## Dane morfometryczne
Powierzchnia zwierciadła wody według różnych źródeł wynosi od 15,0 ha do 15,1 ha. Głębokość maksymalna jeziora wynosi 6 m. lub 8 m. Zwierciadło wody położone jest na wysokości 140,6 m n.p.m..